# Pecos (Indianie)
Pecos (nazwa własna pay'-kos) – plemię Indian Ameryki Północnej zamieszkujące największe i najludniejsze pueblo nad Pecos River w stanie Nowy Meksyk, około 50 km od Santa Fé. W roku 1540, gdy dotarł do nich Francisco Vásquez de Coronado, liczbę mieszkańców Pecos obliczano na 2000 osób.
W czasach późniejszych, w wyniku łupieżczych najazdów Apaczów i Komanczów, Indianie Pecos zostali wybici prawie do nogi, a w roku 1838 ostatnie siedemnaście osób zbiegło do puebla Jemez, gdzie ich potomkowie żyją do dzisiaj. Od nazwy puebla i plemienia wzięła swą nazwę rzeka, największy dopływ Rio Grande, hrabstwo i miasto w Nowym Meksyku w pobliżu ruin puebla.